# Rudolf Schuster
Rudolf Schuster (Kassa, 1934. január 4. –) szlovák író, politikus, 1999–2004 között Szlovákia második elnöke. 1999. május 29-én választották meg és június 15-én iktatták be a hivatalába. A 2004-es elnökválasztáson függetlenként indult, 7,4%-ot ért el Gašparovičcsal, Mečiarral és Eduard Kukánnal szemben. Elnöksége előtt szülővárosa polgármestere (1983–1986, 1994–1999), valamint 1990–1992 között Csehszlovákia kanadai nagykövete volt.
1999-től Kassa testvérvárosának, Miskolcnak a díszpolgára.
Folyékonyan beszél, az államnyelven kívül, magyarul, németül, csehül, angolul és oroszul.
Családja kárpátnémet eredetű (németül: Karpatendeutsche, szlovákul: Karpatskí Nemci), míg édesanyja oldaláról magyar származású. Özvegy, felesége 1961-től Irena Trojáková (1937–2008) volt, egy fia (Peter) és egy lánya (Ingrid), valamint két unokája van. A magánéletben kedveli a sportot (teniszezik), az írást és az utazást. Lelkes fotós is. A Debreceni Egyetem díszpolgára (2016).

## Fordítás
- Ez a szócikk részben vagy egészben  a   Rudolf Schuster című szlovák Wikipédia-szócikk ezen változatának fordításán alapul.  Az eredeti cikk szerkesztőit annak laptörténete sorolja fel. Ez a jelzés csupán a megfogalmazás eredetét és a szerzői jogokat jelzi, nem szolgál a cikkben szereplő információk forrásmegjelöléseként.